# Villa Luvianos
Villa Luvianos är en ort i Mexiko, och administrativ huvudort i kommunen Luvianos i delstaten Mexiko. Villa Luvianos hade 8 704 invånare vid folkräkningen 2020, en ökning med över 1 000 invånare från de 7 546 orten hade 2010. Samhället är kommunens klart största, sett till folkmängd.